# Bilel Khefifi
Bilel Khefifi, né le 2 septembre 1992 à Ben Arous, est un footballeur tunisien évoluant au poste d'attaquant.

## Carrière
- ?-août 2015 : Avenir sportif de Gabès (Tunisie)
- août 2015-août 2016 : Olympique de Béja (Tunisie)
- août 2016-août 2017 : Union sportive de Ben Guerdane (Tunisie)
- août 2017-octobre 2020 : Club africain (Tunisie)
- octobre 2020-février 2021 : Club sportif de Hammam Lif (Tunisie)
- février 2021-janvier 2022 : Al-Salt SC (en) (Jordanie)
- janvier-septembre 2022 : Jeddah Club (en) (Arabie saoudite)
- septembre 2022-janvier 2023 : Union sportive de Ben Guerdane (Tunisie)
- janvier-septembre 2023 : Club sportif de Hammam Lif (Tunisie)
- depuis septembre 2023 : Avenir sportif de La Marsa (Tunisie)

## Palmarès
- Coupe de Tunisie (1) : 2018